# 1159

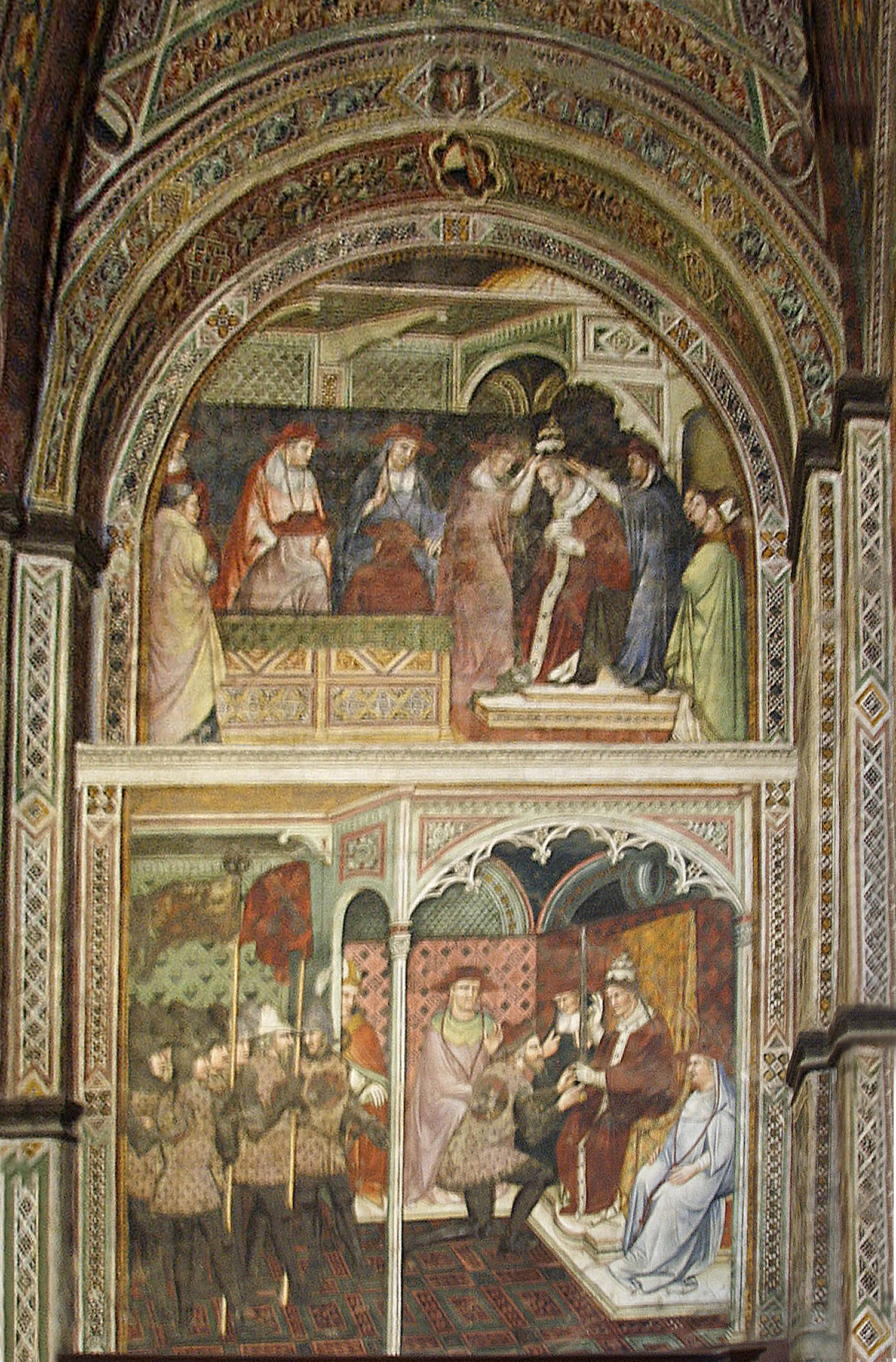
De kroning van Alexander III

Het jaar 1159 is het 59e jaar in de 12e eeuw volgens de christelijke jaartelling.

## Gebeurtenissen
- 7 september - Bij de pausverkiezing komt het tot een strijd tussen de aanhangers en opponenten van keizer Frederik Barbarossa. De anti-imperialisten zijn in de meerderheid, en Orlando Barlinelli wordt als Alexander III tot paus gekozen.
  - 4 oktober - De imperialistische kandidaat Octaviano de Monticelli weet zich gewapenderhand van de stad Rome meester te maken en wordt als Victor IV tot paus gekroond.
  - Victor IV, gesteund door het leger van Frederik Barbarossa, behoudt de macht in de stad, maar vrijwel alle andere Europese landen erkennen Alexander III als paus.
- Reinoud van Châtillon, vorst van Antiochië, is gedwongen op vernederende wijze Manuel I Komnenos van Byzantium als zijn leenheer te erkennen. Ook Boudewijn III van Jeruzalem erkent Manuel als zijn meerdere.
- Het Tsurpu-klooster en het Kathog-klooster in Tibet worden gebouwd.
- Het kasteel van Grimbergen (zie Senecaberg) wordt verbrand. Einde van de Grimbergse Oorlogen. Het geslacht Berthout onderwerpt zich aan graaf Godfried III van Leuven.
- Voor het eerst vermeld: Lubbeek, Oplinter, Rijsbergen

## Opvolging
- patriarch van Antiochië (Grieks) - Johannes IX opgevolgd door Euthymius
- Boulogne - Willem I opgevolgd door zijn zuster Maria
- Edessa (titulair) - Jocelin II opgevolgd door zijn zoon Jocelin III
- Meranië - Koenraad I opgevolgd door zijn zoon Koenraad II
- Nîmes en Agde - Bernard Ato V Trencavel opgevolgd door zijn zoon Bernard Ato VI Trencavel
- paus (7 september) - Adrianus IV opgevolgd door Orlando Barlinelli als Alexander III met Octaviano de Monticelli als Victor IV als tegenpaus
- Rodez en Carlat - Hugo I opgevolgd door zijn zoon Hugo II
- bisdom Terwaan - Milo I opgevolgd door Milo II

## Geboren
- Minamoto no Yoshitsune, Japans generaal

## Overleden
- 18 februari - Koenraad I, hertog van Meranië (1153-1159)
- 30 mei - Wladislaus de Balling (~53), groothertog van Polen (1138-1146)
- 27 augustus - Amadeus van Lausanne, Duits abt
- 1 september - Adrianus IV (59), paus (1154-1159)
- 11 oktober Willem I (~22), graaf van Boulogne
- Bernard Ato V Trencavel, burggraaf van Nîmes
- Hugo I, graaf van Rodez
- Jocelin II, graaf van Edessa
- Rupert II van Laurenburg, graaf van Laurenburg (jaartal bij benadering)